# Malin Eriksson (professor)
Malin Eriksson är socionom och professor i socialt arbete och docent i folkhälsovetenskap vid Umeå universitet.
Malin Eriksson disputerade i folkhälsovetenskap år 2010 med avhandlingen Social capital and health: implications for health promotion. Hennes forskning handlar om social ojämlikhet i hälsa och levnadsförhållanden och om betydelsen av sociala nätverk, socialt kapital och boendemiljö för hälsa, välbefinnande och tillgång till möjligheter och resurser. Hon bedriver även forskning om livsvillkor för ensamkommande flyktingbarn. 